# Bushwhacker

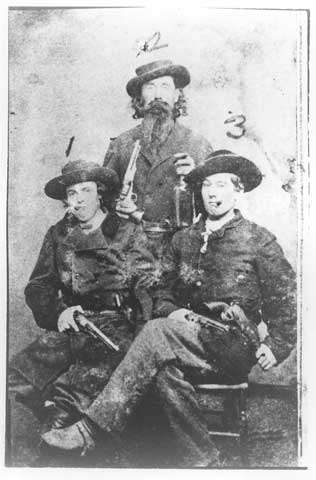
Bushwhackerzy.

Bushwhackers (Bushwhacking) – określenie partyzantów (partyzantki) podczas amerykańskiej wojny o niepodległość i wojny secesyjnej. Bushwhacking szczególnie upowszechnił się podczas wojny secesyjnej, kiedy istniały ostre podziały polityczne pomiędzy Konfederatami (południe) i Unionistami (północ). 
Partyzantka ta była nieregularnymi oddziałami sił zbrojnych, zarówno po stronie Unii jak i Konfederacji. Do głównych działań bushwhackerów należało m.in.: palenie miast czy prowadzenie zasadzek na wrogie konwoje. Ze względu na to że, bushwhackerzy nie nosili mundurów, reakcja okolicznych samorządów komplikowała się ze względu na jurysdykcję partyzantów. Lokalne samorządy nie umiały zadecydować czy bushwhacking był uzasadnionym atakiem militarnym czy działaniem przestępczym.
Bushwhackerzy działali głównie w stanach: Missouri, Kentucky, Tennessee, w północnej Georgii, Arkansas oraz w północnej Wirginii. W 1864, dwie jednostki działały również w Kalifornii. Przed wojną secesyjną „partyzantów” z Kansas określano mianem jayhawker.

## Odniesienia w popkulturze
Partyzantka określana jako bushwhacking została szerzej ukazana w filmie Patriota z Melem Gibsonem w roli głównej oraz w innych produkcjach filmowych jak na przykład w filmie  Wyjęty spod prawa Josey Wales.